# Vladimír Balla
Balla, vlastním jménem Vladimír Balla (* 8. května 1967 Nové Zámky) je slovenský spisovatel. V roce 2012 získal cenu Anasoft Litera určenou autorovi nejlepší slovenské prozaické knihy roku, a to za svou sbírku povídek V mene otca. Jeho kniha Veľká láska se roku 2015 stala Knihou roku deníku Pravda.
Vystudoval Vysokou školu ekonomickou v Bratislavě, absolvoval roku 1990. Ve svém rodném městě je úředníkem okresního úřadu. V letech 2015–2016 publikoval v Denníku N.
Jeho knihy byly přeloženy do slovinštiny, češtiny, polštiny, nizozemštiny, maďarštiny, angličtiny, ukrajinštiny, hindštiny, francouzštiny, němčiny, chorvatštiny, řečtiny a bulharštiny. Jeho dvorním překladatelem do češtiny je spisovatel Michal Šanda.

### Česky vyšlo
- Naživu. Autorský výběr z povídek, překlad Kristýna Zelinská, Šárka Zelinská, Miroslav Zelinský, Kniha Zlín 2008
- Ve jménu otce, překlad Michal Šanda, Větrné mlýny 2017
- Velká láska, překlad Michal Šanda, Větrné mlýny, 2018
- Je mrtvý, překlad Michal Šanda, Větrné mlýny 2022[5]